# لوبیای شیرین
لوبیای شیرین فیلمی به نویسندگی و کارگردانی  نایومی کاواسه محصول سال ۲۰۱۵ در ژاپن است. این فیلم برای افتتاح بخش نوعی نگاه شصت و هشتمین دوره جشنواره فیلم کن در سال ۲۰۱۵ انتخاب شد.  

## داستان
مردی تنها که بدهی‌های سنگین دارد، به کار فروش نوعی شیرینی با خمیر لوبیا مشغول است. پس از یک درخواست نیروی کار نیمه وقت، او یک زن پیر مهربان را استخدام می‌کند که مهارت عجیبی در تهیه خمیر لوبیای شیرین دارد. پس از حضور پیر زن کار او رونق میگیرد اما...

## بازیگران
- کیرین کیکی
- ماساتوشی ناگاسه